# Timarcha sphaeroptera
Timarcha sphaeroptera é uma espécie de insetos coleópteros polífagos pertencente à família Chrysomelidae.
A autoridade científica da espécie é Fairmaire, tendo sido descrita no ano de 1873.
Trata-se de uma espécie presente no território português.